# Errol Parker
Errol Parker, geboren als Raphael Schécroun (Oran, 30 oktober 1930 – New York, 4 juli 1998), was een uit Algerije afkomstige Amerikaanse jazzmuzikant (drums, piano), -componist en orkestleider.

## Biografie
Schécroun, wiens latere artiestennaam Errol Parker werd ontleend aan zijn idolen Erroll Garner en Charlie Parker, groeide op als een Sefardische Jood in Noord-Afrika en speelde daar als kind Afrikaanse drums. De muziek van zijn vaderland zou een belangrijk aspect moeten zijn bij de ontwikkeling van zijn eigenzinnige muziekstijl. Op 14-jarige leeftijd kwam hij in contact met jazz en leerde hij piano leren spelen, wat aanvankelijk zijn belangrijkste instrument werd. Hij verhuisde naar Parijs in 1947, waar hij kunst (beeldhouwkunst) studeerde aan de École nationale des beaux-arts. Dit bracht hem in contact met het jazzcircuit aldaar en werkte hij met Kenny Clarke, James Moody en Don Byas en in 1950 met de gitarist Django Reinhardt, aan wiens opnamesessies in Rome hij deelnam. Tijdens de vroege jaren 1960 was hij succesvol als organist met commerciële muziek onder de artiestennaam Errol Parker en nam hij een album op voor Brunswick Records (Opus). In 1963 had hij de hit Lorre in de stijl van de Erroll Garner, die hij bewonderde. Een auto-ongeluk beëindigde echter aanvankelijk zijn carrière en dwong hem zijn speelstijl te veranderen. Hij schreef de filmmuziek voor Étienne Périers Des garçons et des filles (ep bij Decca Records) in 1967 (ondersteund door Jean Michel Jarre). In 1967 werd Duke Ellington zich bewust van hem, die twee van zijn composities liet publiceren door zijn muziekuitgever. Ellington bracht hem naar New York, waar hij sinds 1968 woonde.
Tijdens deze periode van politieke onrust en de weerspiegeling van veel Afro-Amerikaanse jazzmusici op hun Afrikaanse roots, kreeg Parker interesse in zijn eigen afkomst. Hij wisselde uiteindelijk terug naar drums als zijn belangrijkste instrument tijdens de jaren 1980 omdat hij geen drummer kon vinden voor zijn polyritmische experimenten. Hij bleef echter piano spelen door overdubben op zijn albums, evenals tijdens zijn soloconcerten of huldealbums aan Thelonious Monk (1982) en Billy Strayhorn (1994). Parker paste de Noord-Afrikaanse handtrommeltechnieken aan en verving de snaredrum door een conga. Hij gebruikte ook meer tomtoms dan bekkens. In 1971 richtte hij zijn eigen platenlabel Sahara op, waar hij zijn lp's uitbracht en werkte hij met zijn formatie Errol Parker Experience tijdens de jaren 1970, die tijdens zijn lessen in het Williamsburg Music Center in 1983 uitgroeide tot een tentet. In de band speelden o.a. Steve Coleman, Philip Harper, Donald Harrison, Graham Haynes, Byard Lancaster, Wallace Roney, Kevin en Robin Eubanks. In 1995 werd de autobiografie van Parker, A Flat Tyre on My Ass, uitgegeven door Cadence Jazz Books. De pianiste Elodie Lauten (* 1950) is zijn dochter.

## Overlijden
Errol Parker overleed in juli 1998 op 67-jarige leeftijd.

## Discografie
- 1958: Duo (met Kenny Clarke) (Ricordi (unissued))
- 1960: Trio (met Georges Luca en Kenny Clarke) (Ricordi)
- 1979: Solo Concert (Sahara)
- 1979: Doodles (Sahara)
- 1985: Live at the Wollman Auditorium (Sahara)
- 1985: Compelling Forces (Cadence Records) solo
- 1991: A Night in Tunisia (Sahara)
- 1994: Remembering Billy Strayhorn (Sahara)